# Verbandsgemeinde Rodalben
Die Verbandsgemeinde Rodalben ist eine Gebietskörperschaft im Landkreis Südwestpfalz in Rheinland-Pfalz. Der Verbandsgemeinde gehören die Stadt Rodalben und fünf eigenständige Ortsgemeinden an, der Verwaltungssitz ist in der namensgebenden Stadt Rodalben. Die Verbandsgemeinde umfasst einen Teil der Landschaft Gräfensteiner Land.

## Verbandsangehörige Gemeinden
| Ortsgemeinde, Stadt       | Fläche (km²) | Einwohner |
| ------------------------- | ------------ | --------- |
| Clausen                   | 12,46        | 1.417     |
| Donsieders                | 9,03         | 905       |
| Leimen (Pfalz)            | 29,22        | 963       |
| Merzalben                 | 30,01        | 1.188     |
| Münchweiler an der Rodalb | 27,19        | 2.836     |
| Rodalben, Stadt           | 15,69        | 6.768     |
| Verbandsgemeinde Rodalben | 123,59       | 14.077    |

(Einwohner am 31. Dezember 2023)

## Geschichte
Die Verbandsgemeinde Rodalben wurde im Rahmen der in den 1960er Jahren begonnenen rheinland-pfälzischen Funktional- und Gebietsreform auf freiwilliger Basis am 5. Dezember 1971 neu gebildet.
Zuvor galten im damaligen Regierungsbezirk Pfalz im Wesentlichen die aus der Pfalz (Bayern) (1816–1946) stammenden Verwaltungsstrukturen.

## Bevölkerungsentwicklung
Die Entwicklung der Einwohnerzahl bezogen auf das Gebiet der heutigen Verbandsgemeinde Rodalben; die Werte von 1871 bis 1987 beruhen auf Volkszählungen:

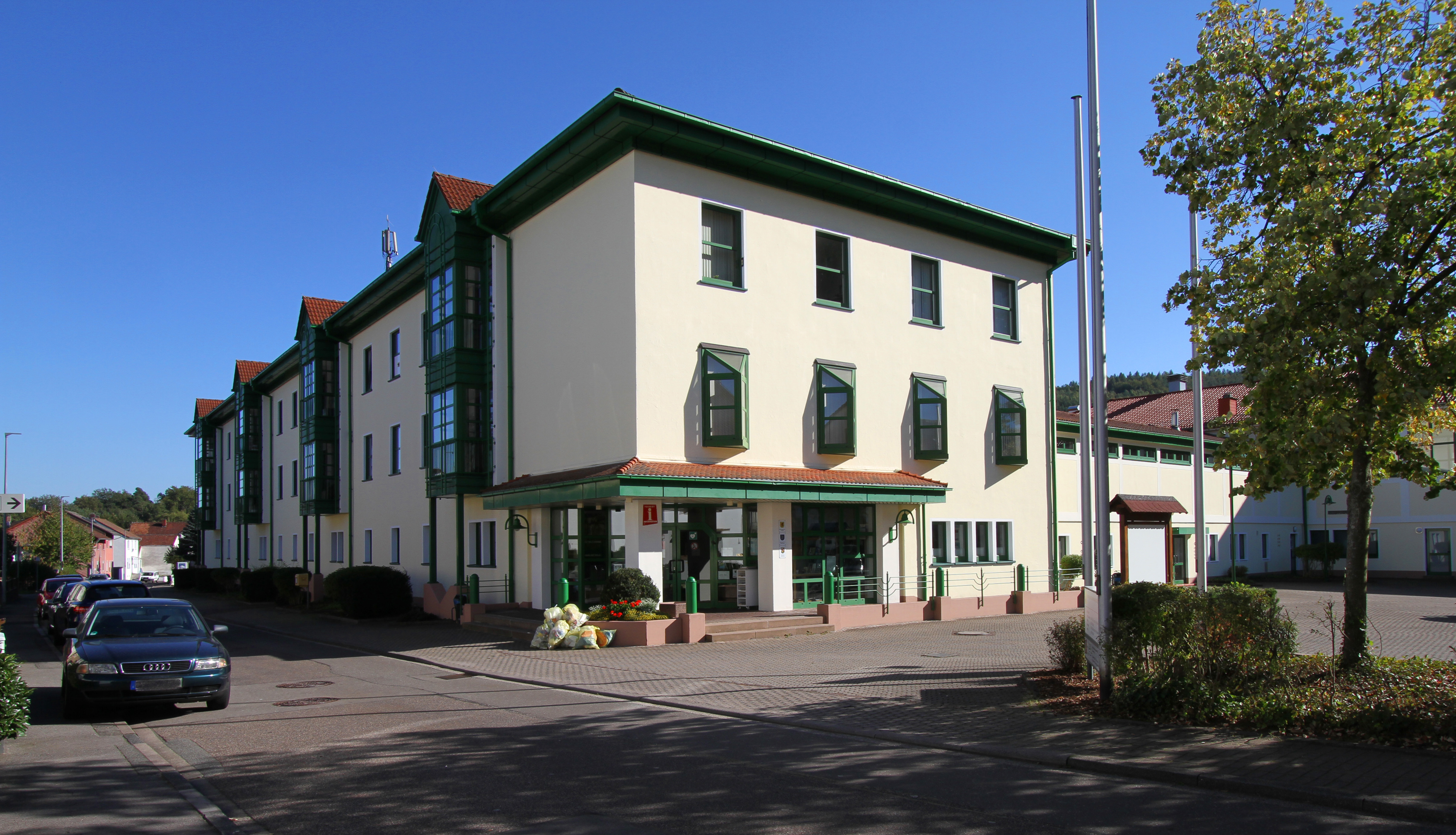
Sitz der Verbandsgemeindeverwaltung in Rodalben

| Jahr | Einwohner |
| 1815 | 4.198     |
| 1835 | 4.611     |
| 1871 | 4.940     |
| 1905 | 7.943     |
| 1939 | 12.238    |
| 1950 | 12.796    |

| Jahr | Einwohner |
| 1961 | 14.646    |
| 1970 | 16.311    |
| 1987 | 15.249    |
| 1997 | 16.074    |
| 2005 | 15.465    |
| 2023 | 14.077    |

## Politik

### Verbandsgemeinderat
Der Verbandsgemeinderat Rodalben besteht aus 28 ehrenamtlichen Ratsmitgliedern, die bei der Kommunalwahl am 9. Juni 2024 in einer personalisierten Verhältniswahl gewählt wurden, und dem hauptamtlichen Bürgermeister als Vorsitzendem. Bis 2014 gehörten dem Verbandsgemeinderat 32 Ratsmitglieder an.
Die Sitzverteilung im Verbandsgemeinderat:
| Wahl | SPD | CDU | Grüne | AfD | FDP | FWG | Gesamt   |
| ---- | --- | --- | ----- | --- | --- | --- | -------- |
| 2024 | 6   | 12  | 2     | 5   | –   | 3   | 28 Sitze |
| 2019 | 8   | 13  | 3     | –   | –   | 4   | 28 Sitze |
| 2014 | 8   | 13  | 2     | –   | –   | 5   | 28 Sitze |
| 2009 | 7   | 15  | 2     | –   | 2   | 6   | 32 Sitze |
| 2004 | 6   | 18  | 2     | –   | 1   | 5   | 32 Sitze |

- FWG = Freie Wählergemeinschaft Gräfenstein e. V.

### Bürgermeister
Bürgermeister der Verbandsgemeinde Rodalben ist seit dem 1. Januar 2018 Wolfgang Denzer (SPD). Bei der Stichwahl am 8. Oktober 2017 wurde er mit einem Stimmenanteil von 52,7 % für acht Jahre gewählt, nachdem bei der Direktwahl am 24. September 2017 keiner der ursprünglich sechs Bewerber eine ausreichende Mehrheit erreichte. Denzer ist Nachfolger von Werner Becker (CDU), der nach 16 Jahren Amtszeit in den Ruhestand trat.

### Wappen
Die Blasonierung des Wappens lautet: „In rotem Schildbord in Gold ein rotbewehrter roter Greif.“
Es wurde 1978 von der Bezirksregierung Neustadt genehmigt und verweist mit dem badischen Greif auf die historischen Herrschaftsverhältnisse.

## Feuerwehr
Die Verbandsgemeinde verfügt über eine Freiwillige Feuerwehr mit Einheiten in den jeweiligen Ortsgemeinden. In Rodalben befindet sich die Stützpunktfeuerwehr.